# Kazuo Kamimura
Kazuo Kamimura (上村 一夫 Kamimura Kazuo?,  Yokosuka, Japón, 7 de marzo de 1940 - 11 de enero de 1986) fue un mangaka japonés del género seinen y gekiga,. reconocido por sus trabajos como Lady Snowblood, El club del divorcio, entre otras obras. 

## Biografía
Kamimura en su infancia sintió atracción por el dibujo, pero también marcada por la posguerra. Años después viajó a Tokio y estudió en el Musashino Art University, buscó trabajo como ilustrador, aunque siempre le atrajo el manga. Su carrera profesional siguió estando vinculada a la ilustración de libros, sobre todo para el público joven y el público infantil. En 1967, Kamimura debutó como mangaka con la obra Kawaiko Koyuri-chan no Daraku. En la revista Town, por la editorial Gekkan Tauno.
En 1972, Kamimura creó Dousei Jidai, la obra fue muy polémica porque mostraba por primera vez en un cómic japonés a una pareja que convivía sin haber contraído matrimonio, publicado por la editorial Futabasha. A partir de ahí, fue produciendo otros mangas dirigidos a un público adulto, convirtiéndose en uno de los representantes del cómic denominado Gekiga, un trabajo en la que se mostró muy prolífico, llegando a producir hasta 400 páginas al mes en su periodo de mayor actividad.
Ese mismo año, Kamimura creó junto con Kazuo Koike el manga Shurayuki-hime, traducido como Lady Snowblood. publicado por la revista Weekly PlayBoy, el manga fue adaptado a una película en imagen real del mismo título en 1973, incluso años después Quentin Tarantino se inspiró en esa obra para crear la película Kill Bill.
En 1974, Kamimura publicó el manga Rikon Kurabu traducido al español como El club del divorcio, publicado en la revista Manga Action, y editado en España por ECC ediciones, narra las desventuras de Yûko, quien regenta un bar donde trabajan mujeres divorciadas que intentan sobrevivir como pueden pese al estigma social que pesa sobre su estado civil en el Japón de los años setenta.
El 11 de enero de 1986, Kazuo Kamimura falleció a los 45 años de edad, debido a un cáncer a la faringe.

## Trabajos
- Maria|マリア, 1971-1972
- Dōsei jidai|同棲時代, 1972-1973
- Shurayuki-hime|修羅雪姫, 1972-1974
- Shinano-gawa|しなの川, 1973-1974
- Kyōjin Kankei|狂人関係, 1973-1974
- Itezuru|凍鶴, 1974
- Rikon Kurabu, 1974
- Kantō heiya|関東平野, 1976